# گالینه (گمینا گورووو ایواوتسکیه)
گالینه (به لهستانی:  Galiny) یک روستا در لهستان است که در گمینا گورووو ایواوتسکیه واقع شده‌است. گالینه  ۵۰ نفر جمعیت دارد.